# ウンタージーマウ
ウンタージーマウ (ドイツ語: Untersiemau) は、ドイツ バイエルン州 オーバーフランケン行政管区 コーブルク郡南部の町村（以下、本項では便宜上「町」と記述する）。

## 地理
ウンタージーマウは、イッツ渓谷の東部、コーブルクから約10km南の標高292mの場所に位置する。この町の東にはリヒテンフェルスの森が広がっている。

### 自治体の構成
この町は、公式には9つの集落からなる。
- ビルカハ・アム・フォルスト
- ハールト
- メッシェンバッハ
- オーバージーマウ
- シェルネック
- シュテッパハ
- ウンタージーマウ
- ヴァイセンブルン・アム・フォルスト
- ツィーゲルスドルフ

## 歴史
この自治体の地域は、ザクセン＝コーブルク公国に属しており、1920年の住民投票によりバイエルン州に編入された。
1978年の自治体再編時に、ウンタージーマウ、ビルカッハ・アム・フォルスト、ハールト、メシェンバッハ、オーバージーマウ、シュエルネク、シュテパッハ、ヴァイセンブルン・アム・フォルストおよびツィーゲルスドルフが統合されてできた自治体である。

## 行政

### 紋章
図柄：上部は金地に赤で狭間のある胸壁、その下に銀色で波打つ斜め中帯があり、その中に3尾の青い魚が描かれている。

## 見所

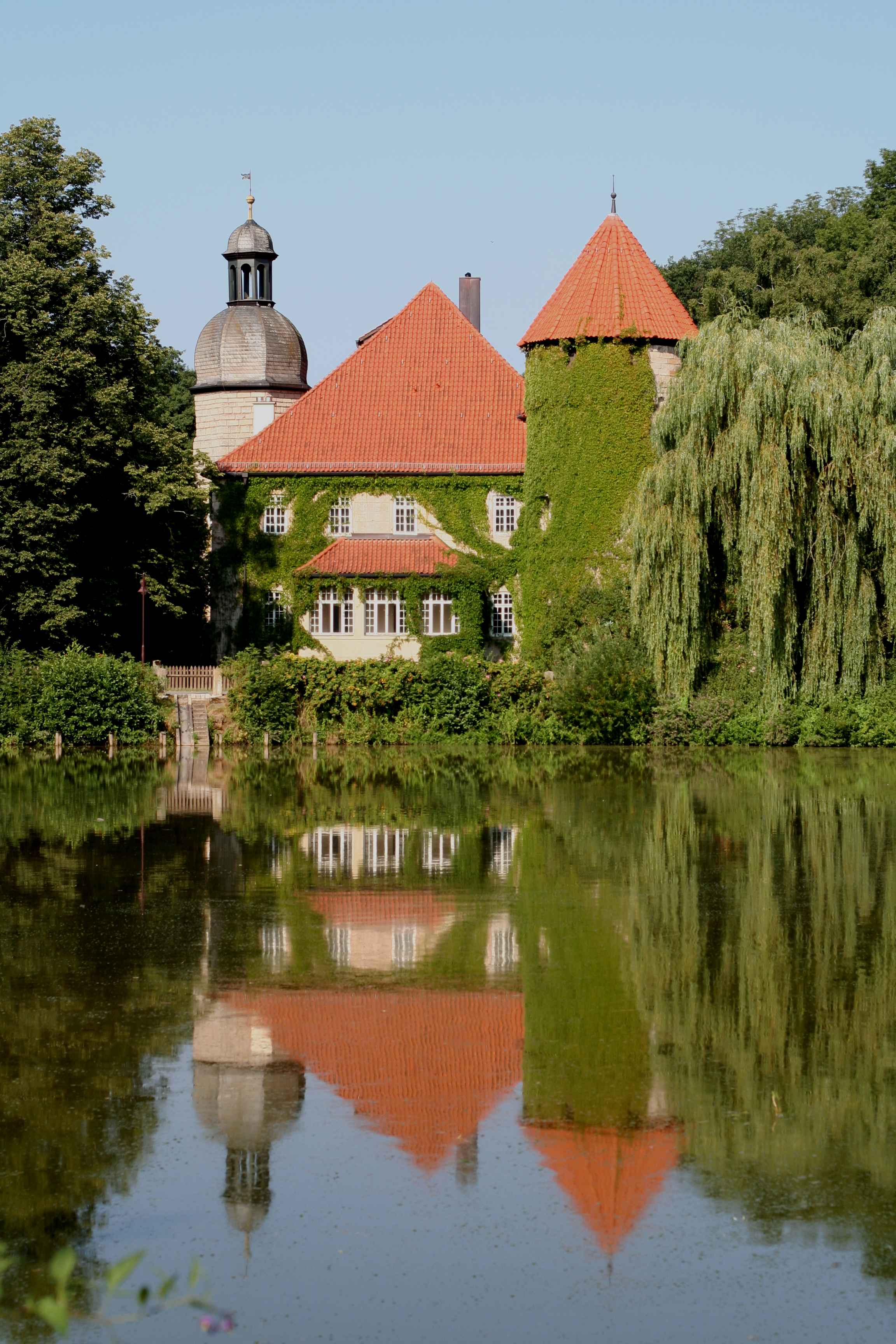
ウンタージーマウの水城

- プラネーテンヴェグ（惑星の小径）ドイツで初めての天文学の学習路
- ウンタージーマウの水城
- 薬局の薬草園
- コンピュータセンター
- 教会寄進祭（3年ごと）

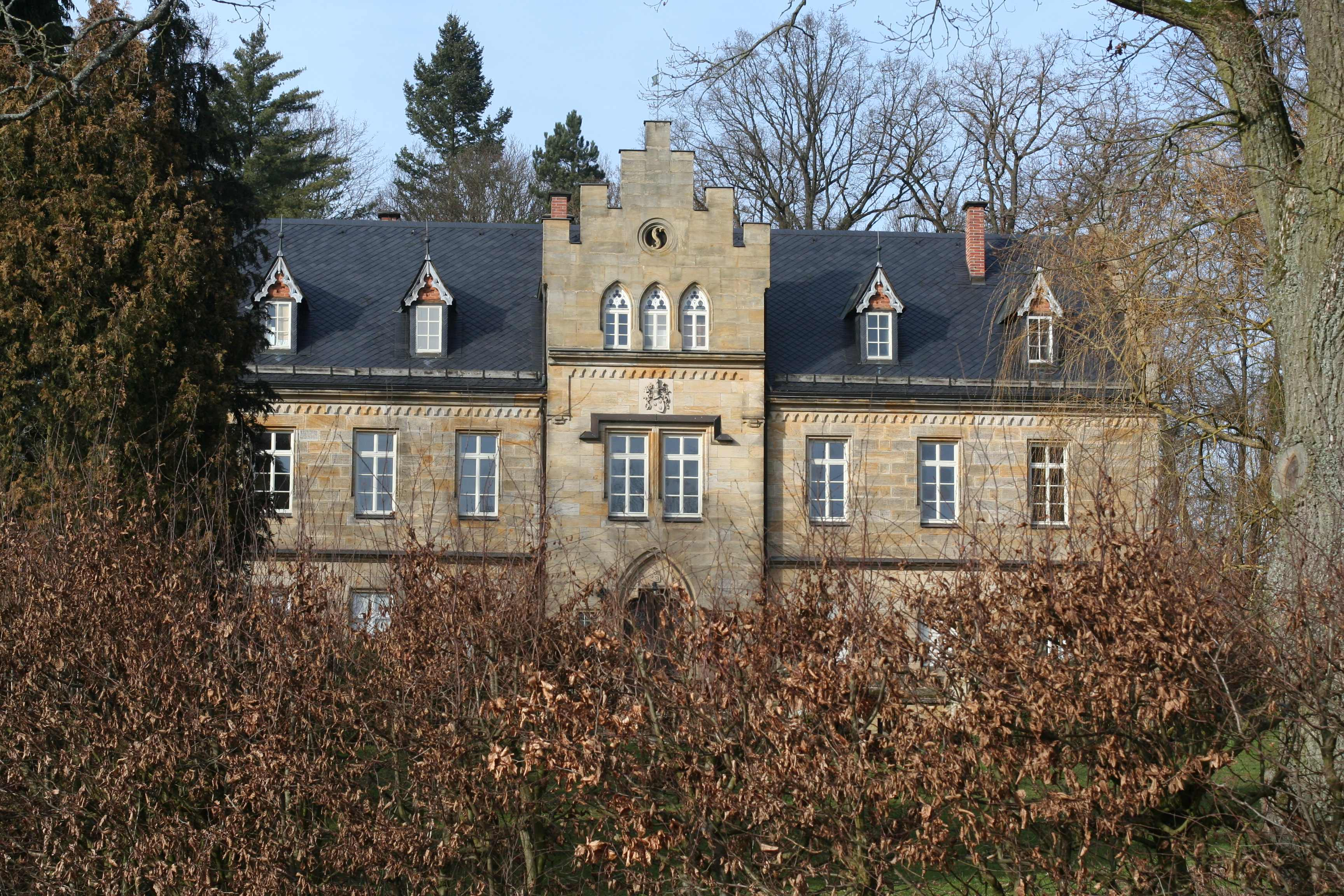
ツィーゲルスドルフ城
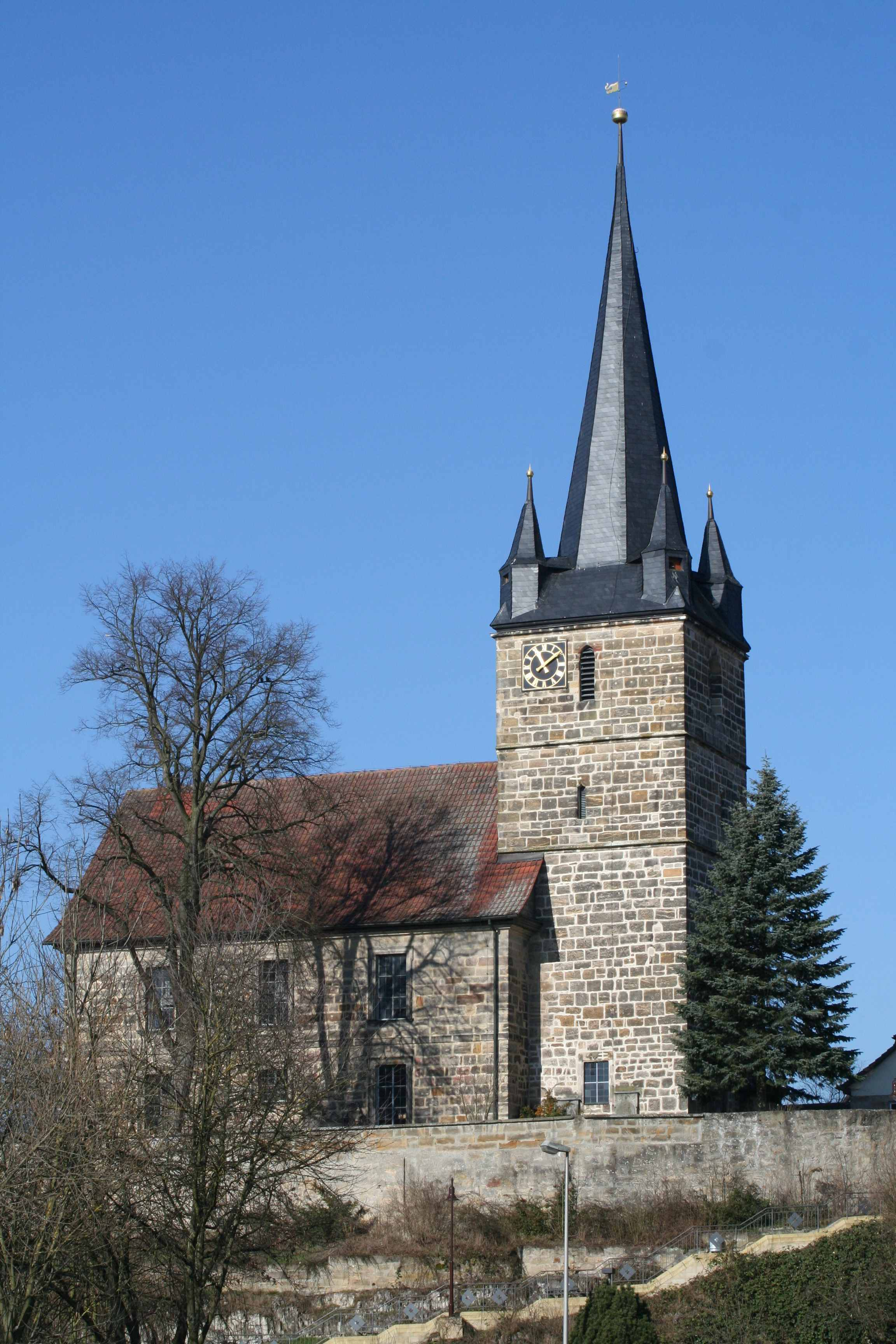
シェルネックのプロテスタント教会

## 交通
ウンタージーマウは、コーブルクとリヒテンフェルスを結ぶ連邦道B289沿いに位置している。連邦道B4もこの町の西部を通っている。ウンタージーマウにはイッツグルント鉄道の路線もあったが、現在ではそのレールは撤去され、サイクリングロードに改修する工事が行われている。ニュルンベルク−エアフルトを走る高速鉄道路線の工事が町の東部で行われている。さらには、アウトバーンA73の延長工事も行われている。

## 引用
1. ↑  https://www.statistikdaten.bayern.de/genesis/online?operation=result&code=12411-003r&leerzeilen=false&language=de Genesis-Online-Datenbank des Bayerischen Landesamtes für Statistik Tabelle 12411-003r Fortschreibung des Bevölkerungsstandes: Gemeinden, Stichtag (Einwohnerzahlen auf Grundlage des Zensus 2011)
2. ↑  Bayerische Landesbibliothek Online